# Прем'єр-міністр Грузії
В даній статті подано список прем'єр-міністрів Грузії з моменту проголошення незалежності 1918 року дотепер.

## Історична довідка

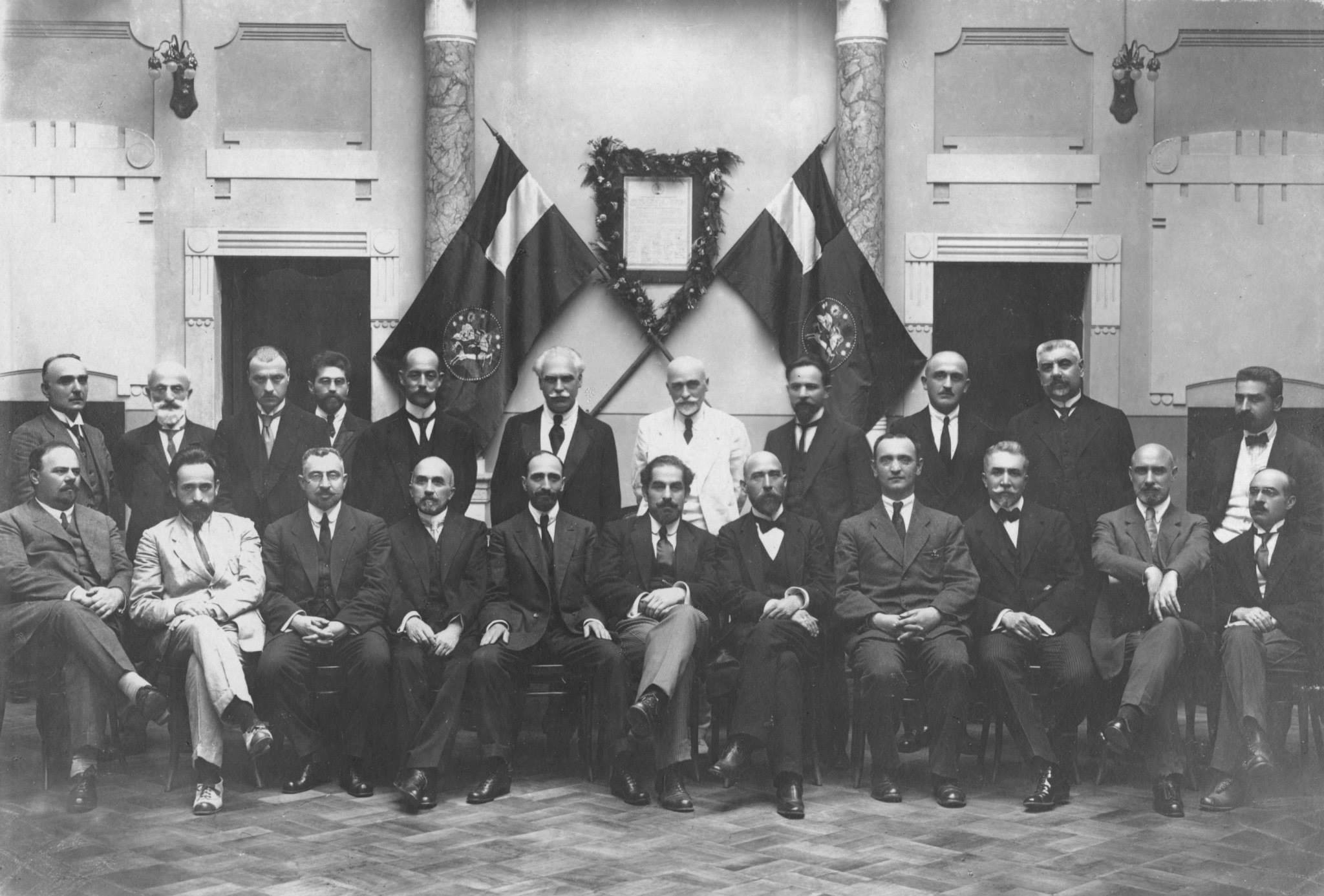
Члени кабінету міністрів Грузинської Демократичної Республіки

Першим прем'єр-міністром Грузії був Ной Рамішвілі, нині цей пост обіймає Іраклі Гарібашвілі. За часів Грузинської Демократичної Республіки посада називалась голова уряду (груз. მთავრობის თავმჯდომარე). Після введення радянських військ на територію Грузії пост прем'єр-міністра було ліквідовано, однак замість нього було створено посади голови Ради народних комісарів (груз. სახალხო კომისართა საბჭოს თავმჯდომარე), а згодом голови Ради міністрів (груз. მინისტრთა კაბინეტის თავმჯდომარე).
Пост прем'єр-міністра було відновлено у серпні 1991 року, однак знову було ліквідовано у грудні 1995 року. Замість посади прем'єр-міністра було створено пост Державного міністра (груз. სახელმწიფო მინისტრი). 6 лютого 2004 року було реалізовано конституційні реформи, підсумком яких стало відновлення інституту кабінету міністрів та посту прем'єр-міністра.
Відповідно до чинного грузинського законодавства кандидата на пост прем'єр-міністра президент подає парламенту. У разі схвалення кандидатури прем'єр-міністр створює кабінет міністрів за узгодження з президентом.

## Прем'єр-міністри Грузії
Представництво за партіями:
| Соціал-демократична партія Грузії | РКП(б)-ВКП(б)-КПСС   |
| Круглий стіл-Вільна Грузія        | Союз громадян Грузії |
| Єдиний національний рух           | Грузинська мрія      |

### Голова урядуГрузинської Демократичної Республіки
|   | Ім'я          | Грузинською   | Фото | Початок терміну | Кінець терміну | Партія                            |
| - | ------------- | ------------- | ---- | --------------- | -------------- | --------------------------------- |
| 1 | Ной Рамішвілі | ნოე რამიშვილი |      | 26 травня 1918  | 24 липня 1918  | Соціал-демократична партія Грузії |
| 2 | Ное Жорданія  | ნოე ჟორდანია  |      | 24 липня 1918   | 25 лютого 1921 | Соціал-демократична партія Грузії |

### Голова Ради народних комісарівГрузинської РСР
(з 30 грудня 1922 — у складі СРСР; до того — у складі ЗРФСР)
|    | Ім'я                    | Грузинською            | Фото | Початок терміну | Кінець терміну  | Партія |
| -- | ----------------------- | ---------------------- | ---- | --------------- | --------------- | ------ |
| 3  | Буду Мдівані            | პოლიკარპე მდივანი      |      | 7 березня 1922  | квітень 1922    | РКП(б) |
| 4  | Сергій Кавтарадзе       | სერგო ქავთარაძე        |      | квітень 1922    | січень 1923     | РКП(б) |
| 5  | Шалва Еліава            | შალვა ელიავა           |      | січень 1923     | червень 1927    | ВКП(б) |
| 6  | Лаврентій Картвелішвілі | ლავრენტი ქართველიშვილი |      | червень 1927    | червень 1929    | ВКП(б) |
| 7  | Філіп Махарадзе         | ფილიპე მახარაძე        |      | червень 1929    | січень 1931     | ВКП(б) |
| 8  | Леван Сухішвілі         | ლევან სუხიშვილი        |      | січень 1931     | 22 вересня 1931 | ВКП(б) |
| 9  | Герман Мгалоблішвілі    | გერმან მგალობლიშვილი   |      | 22 вересня 1931 | червень 1937    | ВКП(б) |
| 10 | Валеріан Бакрадзе       | ვალერიან ბაქრაძე       |      | 9 липня 1937    | 15 квітня 1946  | ВКП(б) |

### Голова Ради міністрівГрузинської РСР
|    | Ім'я                       | Грузинською           | Фото | Початок терміну   | Кінець терміну    | Партія |
| -- | -------------------------- | --------------------- | ---- | ----------------- | ----------------- | ------ |
| 11 | Валеріан Бакрадзе          | ვალერიან ბაქრაძე      |      | 9 квітня 1946     | грудень 1946      | ВКП(б) |
| 12 | Захарій Чхубіанішвілі      | ზაქარე ჩხუბიანიშვილი  |      | грудень 1946      | 6 квітня 1952     | ВКП(б) |
| 13 | Захарій Кецховелі          | ზაქარე კეცხოველი      |      | 6 квітня 1952     | 16 квітня 1953    | КПРС   |
| 14 | Валеріан Бакрадзе (вдруге) | ვალერიან ბაქრაძე      |      | 16 квітня 1953    | 20 вересня 1953   | КПРС   |
| 15 | Гіві Джавахішвілі          | გივი ჯავახიშვილი      |      | 21 вересня 1953   | 17 грудня 1975    | КПРС   |
| 16 | Зураб Патарідзе            | ზურაბ პატარიძე        |      | 17 грудня 1975    | 5 червня 1982     | КПРС   |
| 17 | Дмитро Картвелішвілі       | დიმიტრი ქართველიშვილი |      | 2 липня 1982      | 12 квітня 1986    | КПРС   |
| 18 | Отар Черкезія              | ოთარ ჩერქეზია         |      | 12 квітня 1986    | 29 березня 1989   | КПРС   |
| 19 | Зураб Чхеїдзе              | ზურაბ ჩხეიძე          |      | 29 березня 1989   | 14 квітня 1989    | КПРС   |
| 20 | Нодар Чітанава             | ნოდარ ჭითანავა        |      | 14 квітня 1989    | 15 листопада 1990 | КПРС   |
| 21 | Тенгіз Сігуа               | თენგიზ სიგუა          |      | 15 листопада 1990 | 18 серпня 1991    | —      |

### Прем'єр-міністрРеспубліки Грузія
|    | Ім'я                | Грузинською        | Фото | Початок терміну | Кінець терміну | Партія                     |
| -- | ------------------- | ------------------ | ---- | --------------- | -------------- | -------------------------- |
| 22 | Мурман Оманідзе     | მურმან ომანიძე     |      | 18 серпня 1991  | 26 серпня 1991 | -                          |
| 23 | Віссаріон Гугушвілі | ბესარიონ გუგუშვილი |      | 26 серпня 1991  | 6 січня 1992   | Круглий стіл—Вільна Грузія |

(незалежна держава з грудня 1991 року)
|    | Ім'я               | Грузинською       | Фото | Початок терміну  | Кінець терміну   |
| -- | ------------------ | ----------------- | ---- | ---------------- | ---------------- |
| 24 | Тенгіз Сігуа       | თენგიზ სიგუა      |      | 6 січня 1992     | 8 листопада 1992 |
| 25 | Тенгіз Сігуа       | თენგიზ სიგუა      |      | 8 листопада 1992 | 5 серпня 1993    |
| 26 | Едуард Шеварднадзе | ედუარდ შევარდნაძე |      | 5 серпня 1993    | 20 серпня 1993   |
| 27 | Отар Пацация       | ოთარ ფაცაცია      |      | 20 серпня 1993   | 5 жовтня 1995    |
| 28 | Бакур Гулуа        | ბაკურ გულუა       |      | 5 жовтня 1995    | 8 грудня 1995    |

### Державний міністрРеспубліки Грузія
|    | Ім'я                 | Грузинською        | Фото | Початок терміну   | Кінець терміну    | Партія               |
| -- | -------------------- | ------------------ | ---- | ----------------- | ----------------- | -------------------- |
| 29 | Ніко Лекішвілі       | ნიკო ლეკიშვილი     |      | 8 грудня 1995     | 7 серпня 1998     | Союз громадян Грузії |
| 30 | Важа Лордкіпанідзе   | ვაჟა ლორთქიფანიძე  |      | 7 серпня 1998     | 11 травня 2000    | Союз громадян Грузії |
| 31 | Георгій Арсенішвілі  | გიორგი არსენიშვილი |      | 11 травня 2000    | 21 грудня 2001    | Союз громадян Грузії |
| 32 | Автандил Джорбенадзе | ავთანდილ ჯორბენაძე |      | 21 грудня 2001    | 27 листопада 2003 | Союз громадян Грузії |
| 33 | Зураб Жванія         | ზურაბ ჟვანია       |      | 27 листопада 2003 | 17 лютого 2004    |                      |

### Прем'єр-міністрГрузії
|    | Ім'я                 | Грузинською          | Фото | Початок терміну   | Кінець терміну    | Партія                                  |
| -- | -------------------- | -------------------- | ---- | ----------------- | ----------------- | --------------------------------------- |
| 34 | Зураб Жванія         | ზურაბ ჟვანია         |      | 17 лютого 2004    | 3 лютого 2005     | Об'єднані демократи                     |
| 35 | Міхеїл Саакашвілі    | მიხეილ სააკაშვილი    |      | 3 лютого 2005     | 17 лютого 2005    | Єдиний національний рух                 |
| 36 | Зураб Ногаїделі      | ზურაბ ნოღაიდელი      |      | 17 лютого 2005    | 16 листопада 2007 | безпартійний                            |
| 37 | Гіоргі Барамідзе     | გიორგი ბარამიძე      |      | 16 листопада 2007 | 22 листопада 2007 | Блок «Бурджанадзе — демократи»          |
| 38 | Ладо Гургенідзе      | ლადო გურგენიძე       |      | 22 листопада 2007 | 1 листопада 2008  | безпартійний                            |
| 39 | Грігол Мгалоблішвілі | გრიგოლ მგალობლიშვილი |      | 1 листопада 2008  | 6 лютого 2009     | безпартійний                            |
| 40 | Ніколоз Гілаурі      | ნიკოლოზ გილაური      |      | 6 лютого 2009     | 4 липня 2012      | безпартійний                            |
| 41 | Вано Мерабішвілі     | ვანო მერაბიშვილი     |      | 4 липня 2012      | 25 жовтня 2012    | Єдиний національний рух                 |
| 42 | Бідзіна Іванішвілі   | ბიძინა ივანიშვილი    |      | 25 жовтня 2012    | 20 листопада 2013 | «Грузинська мрія — Демократична Грузія» |
| 43 | Іраклі Гарібашвілі   | ირაკლი ღარიბაშვილი   |      | 20 листопада 2013 | 23 грудня 2015    | «Грузинська мрія — Демократична Грузія» |
| 44 | Георгій Квірікашвілі | გიორგი კვირიკაშვილი  |      | 30 грудня 2015    | 13 червня 2018    | «Грузинська мрія — Демократична Грузія» |
| 45 | Мамука Бахтадзе      | მამუკა ბახტაძე       |      | 20 червня 2018    | 5 вересня 2019    | «Грузинська мрія — Демократична Грузія» |
| 46 | Георгій Гахарія      | გიორგი გახარია       |      | 8 вересня 2019    | 18 лютого 2021    | «Грузинська мрія — Демократична Грузія» |
| 47 | Іраклі Гарібашвілі   | ირაკლი ღარიბაშვილი   |      | 22 лютого 2021    | 21 січня 2024     | «Грузинська мрія — Демократична Грузія» |
| 48 | Іраклі Кобахідзе     | ირაკლი კობახიძე      |      | 8 лютого 2024     |                   | «Грузинська мрія — Демократична Грузія» |